# Carl De Geer

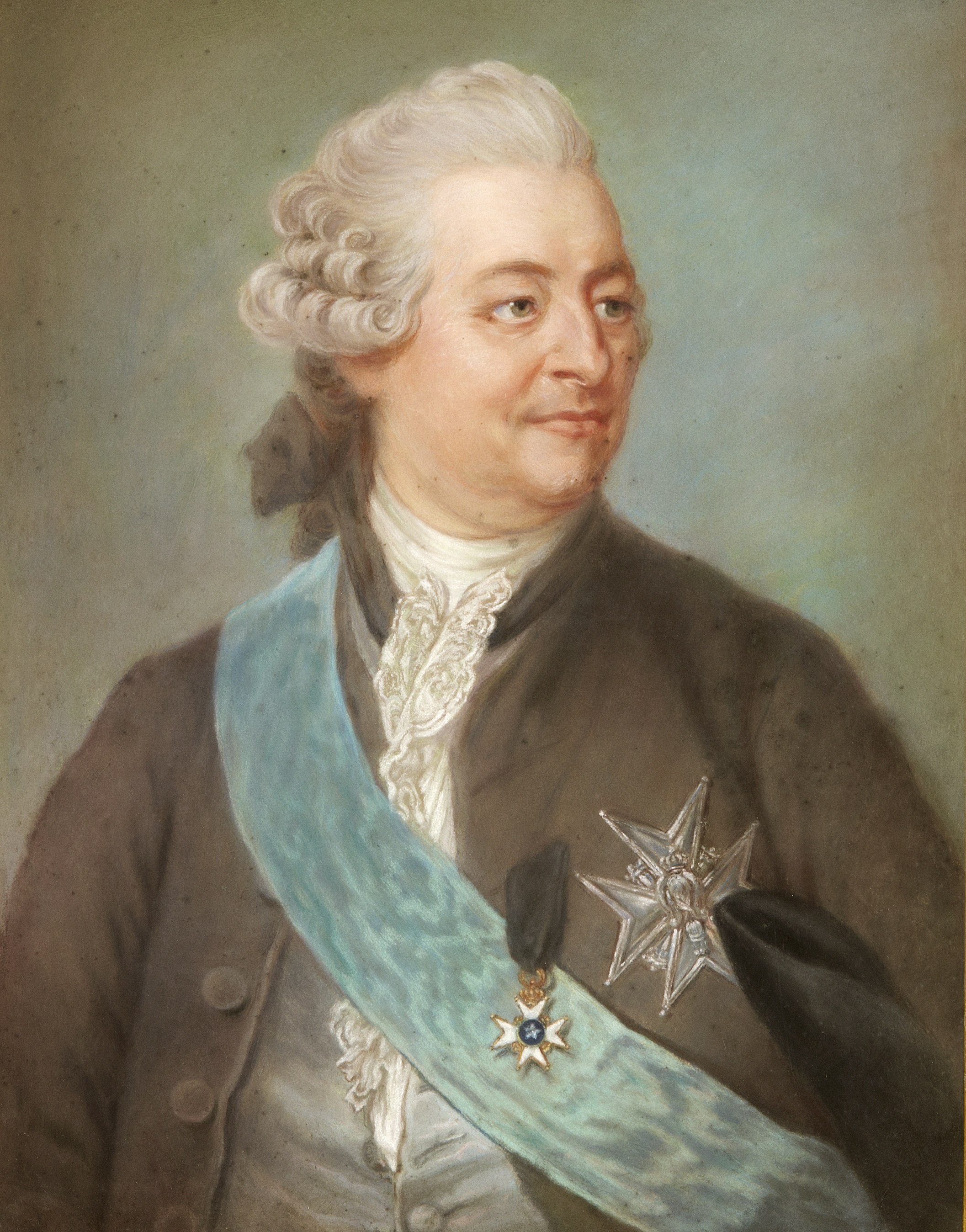
Baron Carl De Geer

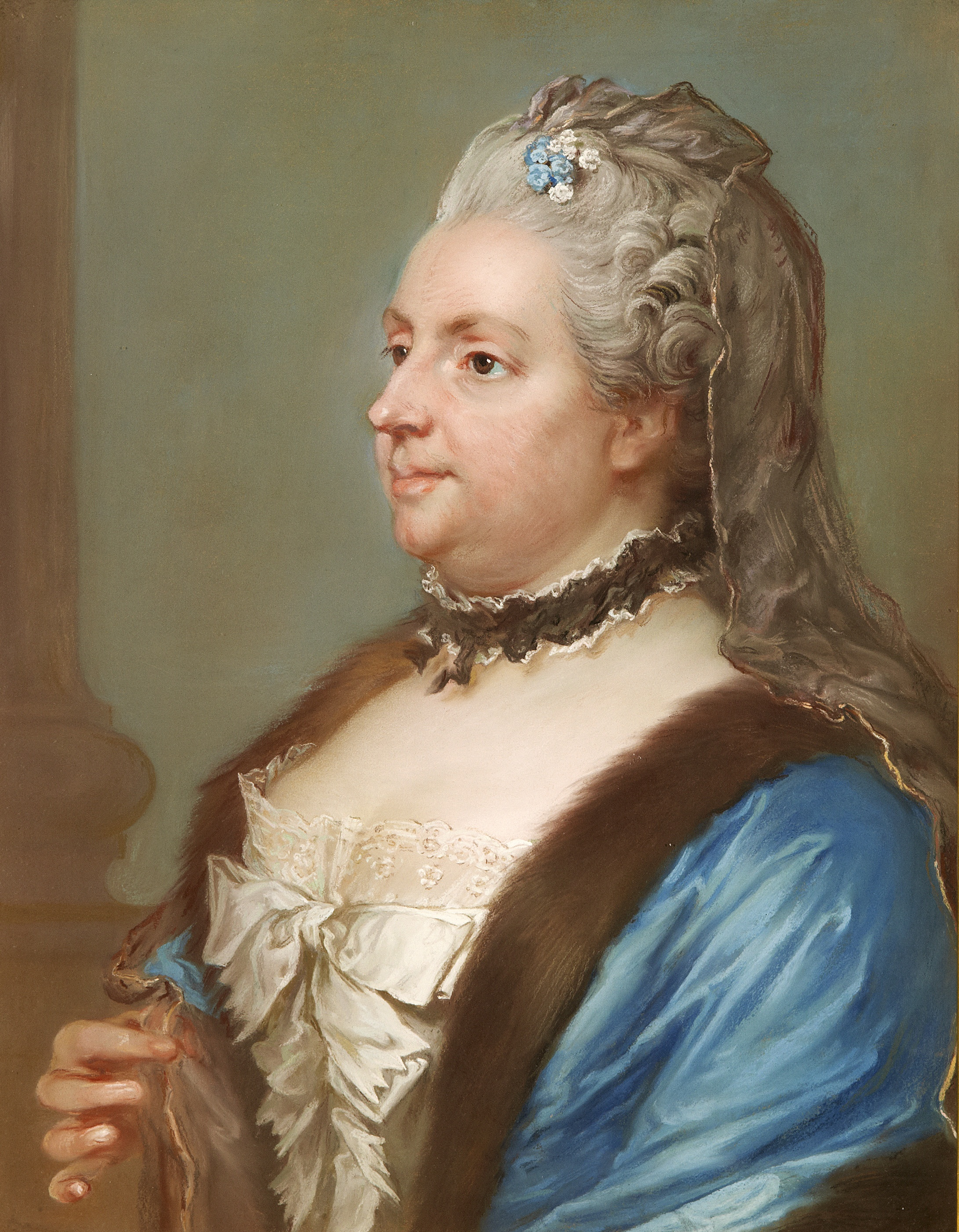
Die Ehefrau Catharina Charlotta, geb. Ribbing (1720–1787), Pastell von Gustaf Lundberg

Baron Carl De Geer (* 10. Februar 1720 in Finspång; † 7. März 1778 in Lövstabruk, Gemeinde Tierp) auch Charles De Geer genannt, war ein schwedischer Industrieller, Wissenschaftler, Zoologe und Entomologe.

## Leben
Mit drei Jahren wuchs Baron De Geer in Utrecht weiter auf, als 19-Jähriger kehrte er jedoch nach Schweden, in sein Geburtsland, zurück. In Lövstabruk erbte er das Anwesen und die damals sehr wichtigen Stahlschmiedewerke von seinem kinderlosen Onkel und Namensvetter und steigerte den Wert der Fabrik beträchtlich.
Seit er mit acht Jahren einige Seidenraupen gesammelt hatte, hat er sich sehr für Entomologie interessiert und wurde allmählich ein respektierter Amateur-Entomologe. Seine Hauptarbeit war das Werk Mémoires pour servir à l’histoire des insectes, das 1752–1778 in sieben Bänden erschien (ein 8. Band wurde 1883 von Retzius publiziert). Die Mémoires beschreiben die Lebensgeschichte, Ernährungsweise und Reproduktion von 1466 Arten basierend auf sorgfältiger, geduldiger (eigener) Forschung sowie der Sichtung der zeitgenössischen Literatur. Sie enthalten 238 Kupferstiche als Illustrationen.
In seiner Nomenklatur der beschriebenen Arten zeigte sich De Geer wenig progressiv. Band 1 der Mémoires (1752) erschien vor Einführung der binären Nomenklatur durch seinen Landsmann Carl von Linné, in Band 2 (1771) wird diese nicht benutzt. In den weiteren Bänden 3–7 (1773–1778) wurde das Linnésche System verwendet, allerdings bestand der Artname vieler Arten aus drei oder mehr Worten, anstatt, wie im binären System vorgeschrieben, aus zwei Worten. Für viele der bereits von Linné vorher beschriebenen und benannten Arten schlug De Geer neue Namen vor. Allem Anschein nach war die Übernahme des zweiteiligen Systems nur unter dem Eindruck des Zeitgeists geschehen, ohne dass De Geer von dessen Sinn überzeugt war. Die Differenzen zu Linné äußern sich auch in Briefen an diesen, in denen De Geer schreibt: „Nicht jeder sieht die Dinge im selben Licht, und der Mensch besitzt die Schwäche, zu sehr in die eigene Meinung verliebt zu sein“ (16. Oktober 1772) und „Wenn ich hier und da noch anderer Meinung sein sollte, so bitte ich Sie wie zuvor, mir dies nicht übel zu nehmen“ (23. Februar 1774).
Schon 1739, also als 19-Jähriger, wurde Baron De Geer zum Mitglied der Schwedischen Akademie der Wissenschaften in Stockholm gewählt und 1748 zum korrespondierenden Mitglied der Académie des sciences in Paris. Daneben war er Mitglied der Königlichen Gesellschaft der Wissenschaften in Uppsala.
De Geer starb 1778 und ist gemeinsam mit seiner Ehefrau in der Kathedrale von Uppsala beigesetzt. Seine Insektensammlungen wurden damals der Schwedischen Akademie der Wissenschaften überlassen, man kann sie heute im Naturhistoriska riksmuseet (Stockholm) betrachten. Er gründete in Lövstabruk eine Bibliothek, worin unter anderem auch Skripte von
Olof Rudbeck dem Älteren (1630–1702) und eine wichtige Sammlung von Notenblättern des 18. Jahrhunderts vorhanden waren. Diese Bibliothek wurde erst 1986 von der Universitätsbibliothek Uppsala als Spende von Katarina Crafoord übernommen (Tochter von Gambro-Gründer Holger Crafoord).

## Werke
- Tal om nyttan, som Insecterne och deras skärskådande, tilskynda oss … Stockholm 1744–1747.
- Mémoires pour servir à l’histoire des insectes. Grefing & Hesselberg, Stockholm 1752–1778.
- Tal, om insecternas alstring. Stockholm 1754.
- Abhandlungen zur Geschichte der Insecten. Müller & Raspe, Leipzig, Nürnberg 1776–1783 (postum), doi:10.3931/e-rara-22941
- Genera et species insectorum. Crusium, Leipzig 1783 (postum).